# Cecil Christian Clark
Cecil Christian Clark (ur. 1897, zm. 30 listopada 1939) – angielski as lotnictwa Royal Flying Corps z 10 potwierdzonymi  zwycięstwami w I wojnie światowej.
W 1916 roku służył w Royal Field Artillery. Po przeniesieniu do Royal Flying Corps i przejściu szkolenia oraz uzyskaniu licencji pilota, 1 lutego 1917 roku został skierowany do No. 1 Squadron RAF. Pierwsze zwycięstwo odniósł 15 marca na samolocie Nieuport nad niemieckim samolotem Albatros D.II. Na samolocie Nieuport odniósł 3 zwycięstwa. Po przezbrojeniu jednostki w samoloty  S.E. 5a, Clark w kwietniu i maju 1918 roku odniósł kolejne 7 zwycięstw. Ostatnie zwycięstwo odniósł 7 maja. Dzień później w czasie walki powietrznej został ranny i zestrzelony przez Harry'ego von Bülow-Bothkamp z Jasta 36. Clark dostał się do niewoli niemieckiej gdzie przebywał do końca wojny.
Po zakończeniu wojny pozostał w RAF, gdzie uzyskał w 1939 roku stopień Squadron Leader (odpowiednik stopnia majora). Zmarł z przyczyn naturalnych 30 listopada 1939 roku. Został pochowany na Ann's Hill Cemetery, Gosport, Hampshire.